# Ribeira do Alcorvim
A ribeira do Alcorvim é um pequeno curso de água afluente da ribeira da Foz do Guincho e que nasce a norte de Janes, na zona do Penedo de Alvarte e Pedra Amarela. Apresenta um leito quase totalmente natural à exceção da sua passagem por Janes. Apresenta um declive longitudinal acentuado.